# Luigi Gerbella
Luigi Gerbella (Ancona, 18 luglio 1892 – Roma, 10 maggio 1969) è stato un ingegnere italiano, nonché dirigente sia di pubblica amministrazione, sia d'azienda, essendo stato direttore generale dell'Agip e direttore generale dei dicasteri delle corporazioni e dell'industria.

## Biografia
Laureatosi in ingegneria industriale e in ingegneria mineraria presso l'Università di Liegi, ha lavorato per il Corpo delle Miniere per un ventennio, durante il quale ha condotto ricerche stratigrafico-minierarie in Europa (Austria, Romania, Belgio e Polonia) e nell'Africa Orientale Italiana.
Dal 1939 è stato titolare della cattedra di arte mineraria all'Università di Cagliari, presso il quale ha diretto, dal 1939 al 1943, l'Istituto di Arte mineraria e preparazione dei minerali.
Già direttore del dipartimento minerario di Firenze, nel 1940 è stato nominato direttore generale delle miniere e della metallurgia, afferente al Ministero delle corporazioni, e nel 1944 è stato direttore generale presso il Ministero dell'Industria.
Nel frattempo era stato presidente della Società Geologica Italiana (1942), mentre nel 1946 è stato nominato direttore generale dell'AGIP, periodo nel quale si è contrapposto ad Enrico Mattei sulla possibilità di ritrovamento e di eventuale sfruttamento del metano in Italia. Con la casa editrice Hoepli, ha dato alle stampe un fortunato manuale di Arte mineraria, uscito in 3 volumi, tra il 1937-'38, e più volte ristampato.